# Pseudanthias albofasciatus
Pseudanthias albofasciatus là một loài cá biển thuộc chi Pseudanthias trong họ Cá mú. Loài này được mô tả lần đầu tiên vào năm 1930.

## Phân bố và môi trường sống
P. albofasciatus có phạm vi phân bố ở Tây Bắc Thái Bình Dương. Loài cá này được tìm thấy ở vùng biển ngoài khơi phía đông nam Hồng Kông, được thu thập ở độ sâu khoảng 113 m.